# Rothenbuehleria minima
Rothenbuehleria minima är en mångfotingart som först beskrevs av Rothenbühler 1899.  Rothenbuehleria minima ingår i släktet Rothenbuehleria och familjen knöldubbelfotingar. Utöver nominatformen finns också underarten R. m. veris.